# 安斎政威
安斎 政威（あんざい まさたけ、大正元年（1912年）10月6日 - 平成25年（2013年）1月8日）は、日本の牧師、福音派の指導者。

## 生涯
- 福島県安達郡大平村字上張（現・二本松市）にて出生。
- 1931年3月28日 仙台市逓信講習所普通科卒業。
- 1931年4月6日 仙台郵便局電信課通信事務員拝命。
- 1932年12月25日 青森県八戸ホーリネス教会で高橋武夫から受洗。
- 1934年4月1日 二本松郵便局通信事務員辞職。
- 1938年3月8日 日本自由メソヂスト神学校卒業。
- 1938年4月 兵庫県岩屋教会赴任。
- 1939年4月 大阪日本橋教会赴任。
- 1939年7月 出版部大阪阿倍野教会。
- 1940年3月 自由メソヂスト教会にて執事の按手礼を受ける。
- 1940年4月 宣教師補佐。
- 1941年4月 大阪阿倍野教会赴任。
- 1942年3月27日 中野教会で土山鉄次により按手礼を受けた。
- 1942年11月 正教師検定試験合格。
- 1943年1月27日 正教師に任命。
- 1943年 熱海教会から中野教会赴任
- 戦後館山教会の創立に携わる傍ら、日本同盟基督教団設立メンバーとして活躍する。
- 2013年1月8日 老衰のため死去[1]。100歳没。